# I am (久石譲のアルバム)
『I am』（アイアム）は、久石譲の6thアルバム。1991年2月22日に東芝EMI / Planet earthから発売された。
キャッチコピーは『屈指のメロディ・メーカー、久石譲のピアノ・ワールド。』

## 背景
1989年に発売された『PRETENDER』以来2年ぶりとなるアルバム。

## 制作
本作はロンドンでレコーディングが行われ、ピアノをメインに弦楽の音色を加えることがコンセプトであり、音楽的な無駄を排除し必要最小限の音で作り上げることを重要にしたという。

## 批評
| 専門評論家によるレビュー | 専門評論家によるレビュー |
| レビュー・スコア         | レビュー・スコア         |
| 出典                     | 評価                     |
| ------------------------ | ------------------------ |
| CDジャーナル             | 肯定的                   |

CDジャーナルは、「ピアノとストリングス・オーケストラの組み合わせを中心にした美しい色彩を放っている。」と批評した上で、「独特な暖かいメロディーとおだやかさに満ちた作品は印象深く、叙情詩のような趣さえ感じられる。」と肯定的に評価している。

## 収録曲
| 全作曲・編曲: 久石譲。 |                                                    |       |            |      |
| #                      | タイトル                                           | 作詞  | 作曲・編曲 | 時間 |
| 1.                     | 「Deer's Wind」(From Main Theme of "Kojika Story") |       | 久石譲     | 3:35 |
| 2.                     | 「On The Sunny Shore」                             |       | 久石譲     | 4:45 |
| 3.                     | 「Venus」                                          |       | 久石譲     | 4:31 |
| 4.                     | 「Dream」                                          |       | 久石譲     | 3:25 |
| 5.                     | 「Modern Strings」                                 |       | 久石譲     | 3:43 |
| 6.                     | 「Tasmania Story」                                 |       | 久石譲     | 4:51 |
| 7.                     | 「伝言 〜Passing The Words〜」                     |       | 久石譲     | 3:30 |
| 8.                     | 「Echoes」                                         |       | 久石譲     | 5:12 |
| 9.                     | 「Silencio de Parc Güell」                         |       | 久石譲     | 2:41 |
| 10.                    | 「White Island」                                   |       | 久石譲     | 5:29 |
| 合計時間:              | 合計時間:                                          | 41:42 |            |      |

## 楽曲解説
1. Deer's Wind (From Main Theme of "Kojika Story")
  - 映画『仔鹿物語』メインテーマ
2. On The Sunny Shore
  - 日産『サニー』CM曲[5]
3. Venus
4. Dream
  - サントリー『山崎』CM曲
5. Modern Strings
6. Tasmania Story
  - 映画『タスマニア物語』メインテーマ
7. 伝言 〜Passing The Words〜
  - 東芝日曜劇場『伝言』[6]テーマ曲
8. Echoes
9. Silencio de Parc Güell
10. White Island
  - テレビ朝日『南極大陸1万3000キロ』[7]テーマ曲

## 参加ミュージシャン
- JOE HISAISHI : Piano
- GAVYN WRIGHT LONDON STRINGS

(Strings Concertmaster : Nick Ingman)
- TOSHIHIRO NAKANISHI STRINGS QUARTET (「Venus」)
- TOMMY REILLY : Harmonica (「On The Sunny Shore」,「伝言 〜Passing The Words〜」)
- STEVE GREGORY : Sax (「Venus」,「Modern Strings」)
- PANDIT DINESH : Tabla (「Echoes」)
- JIA PENG FANG : Kokyu (「Echoes」)
- CHUEI YOSHIKAWA : Guitar (「On The Sunny Shore」,「Venus」)
- MOTOYA HAMAGUCHI : L.Perc. (「Venus」,「White Island」)
- TOSHIHIRO NAKANISHI : E.VI. (「Echoes」,「White Island」)
- HIDEO YAMAKI : Drs. (「Modern Strings」)